# Aeroporto de San Fernando
O Aeroporto de San Fernando (em espanhol: Aeropuerto de San Fernando) (IATA: FDO; ICAO: SADF) está localizado 2km a sudoeste de San Fernando, uma cidade na Província de Buenos Aires, Argentina. O aeroporto cobre uma área de 190 hectares (469 acres) e é operado pela empresa Aeropuertos Argentina 2000.
Em 15 de abril de 2011, o Governo Argentino proibiu o aeroporto de fazer voos internacionais, pois não eram feitos controles alfandegários.